# Чума Кипріяна
Чума Кипріяна (лат. Cypriani pestem, англ. Plague of Cyprian, також Моровиця Кипріяна, Епідемія Кіпріяна)  — пандемія невідомої хвороби, яка прокотилася Римською імперією у 249—262 роках. Вважається, що вона спричинила широкий дефіцит робочої сили для виробництва продуктів харчування та зменшила приток солдат до римської армії, що сильно ослабило імперію під час кризи ІІІ століття. Була названа на честь раннього християнського богослова, єпископа Кипріяна Карфагенського, який її докладно описав.
Як причини цього мору підозрюються чума, натуральна віспа, кір, сибірка, епідемічний висипний тиф, пандемічний грип та вірусна геморагічна гарячка на кшталт хвороби, яку спричинює вірус Ебола. Деякі науковці вважають, що чума Антоніна, яка передувала в часі (165—180 роки) чумі Кипріяна, була першою хвилею такої епідемічної хвороби. 
Під час цієї пандемії християнська церква, яка до цього зростала в кількісному плані, зазнала серйозних проблем, така кількість смертей серед вірян залишила глибокий слід в історії церкві. Язичницькі та християнські джерела не лише підтверджують одне одного стосовно цієї події, але й їхній різний тон і тембр розлого описують цю пандемію. 
Імператор Децій дав наказ християнам відмовитися від своєї віри до призначеної ним дати. За невиконання їм загрожував суд, конфіскація майна, рабство чи страта. Величезне число християнських вівтарів було зруйновано. І коли почалася пандемія, верхівка влади імперії поширила чутки про те, що християни зневажають римських богів і цим розлючують їх, через що й буцім-то почалася моровиця. Велика кількість віруючих у Христа загинула в результаті переслідувань.
Моровиця Кипріяна мала безперечно неримське походження і поширювалася з південного сходу на північний захід. Вперше моровиця з'явилася в Ефіопії на Великдень 250 року. Звідси вона поширилася на Єгипет, від Александрії до інших великих прибережних центрів. Діонісій, єпископ Александрії, написав, що в місті тоді практично не залишилося людей старше 40 років, хоча раніше їх було тут багато. Далі моровиця охопила Грецію, звідти — Рим та інші регіони імперії. Ймовірно, однією з жертв пандемії став імператор Гостіліан, що помер у листопаді 251 року. Підрахунки, здійснені за записами того часу, показали, що чисельність населення Риму зменшилася приблизно на 62 % (приблизно з 500 000 до 190 000). Хоча можливо така кількість включала не тільки померлих від хвороби, але й втікачів з міста. Згідно з ще однією згадкою в місті помирало до 5 тисяч мешканців за добу.
Тодішні римські хроністи вважали, що «хвороба могла бути передана одягом або поглядом», що свідчить про принаймні слабке усвідомлення інфекційного походження пандемії. Також це може натякати на те, що хвороба просто уражала очі, впливала на зір. Тодішні люди мали безліч ексцентричних уявлень про силу погляду. Серед них було таке, що погляд викидає потік частинок з очей того, хто робить його першим. Криваві очі жертв цієї хвороби, можливо, являли страхітливий образ у цій культурі, де очі начебто мали силу дотягнутися і доторкнутися до людини.

## Етимологія
Сучасна назва пандемії вшановує пам'ять святого Кипріяна, єпископа Карфагена, ранньохристиянського письменника, який був свідком пандемії і описав її у своєму творі «De Mortalitate» (Про смертність).
Він написав:
|  | Це випробування, що тепер кишечник, розслаблений у постійний потік, розряджає тілесні сили; що пожежа, що виникла в кістковому мозку, починається в глибині глибин, розгорається до ран у горлі; що кишечник струшується при постійному блюванні; що очі горять введеною кров'ю; що в деяких випадках стопи або деякі частини кінцівок знімаються через зараження хворої гнилі; що від слабкості, що виникає внаслідок поранення та втрати тіла, або хода порушена, або слух перешкоджає, або зір потемнів; — це вигідно як доказ віри. Яка велич духу — боротися з усіма силами непорушного розуму проти стількох нападів розрухи та смерті! яка піднесеність, щоб стояти прямо серед спустошення людського роду, а не брехати з тими, хто не має надії на Бога; а скоріше радіти та сприймати користь з нагоди; що, таким чином, сміливо виявляючи нашу віру і страждаючи, переходячи до Христа вузьким шляхом, яким Христос ступав, ми можемо отримати нагороду за його життя і віру згідно з власним судженням! |

Біограф Кипріяна Понтій Карфагенський писав: 
|  | Згодом вибухнув жахливий мор, і надмірне знищення ненависної хвороби вторгнулось у кожен будинок підряд тремтячого населення, щодня переводячись з різкими нападами на численних людей, кожен із власного будинку. Усі тремтіли, тікали, ухиляючись від зараження, безбожно кидаючи власних друзів, ніби за забуттям людини, яка померла від мору, можна було б виключити і саму смерть. Тим часом у всьому місті лежали вже не тіла, а трупи багатьох, і, споглядаючи багато, що, в свою чергу, було б їхнім, вимагало жаліти перехожих. Ніхто не розглядав нічого, крім жорстоких здобутків мору. Усі тремтіли при згадці про подібну подію. Ніхто не робив іншому того, що він сам хотів пережити. |

## Можливі причини

### Чума
Прояви чуми починаючи з VI століття (перша пандемія чуми Юстиніанова) включали першочергово наявність бубону, що є в основі ведучої клінічної форми — бубонної чуми. Такий уважний письменник як Кипріян записав би цей яскравий симптом. Епідеміологічною ознакою чуми є наявність у містах чорних пацюків, які згідно з історичними даними поширилися в Європі тільки у VI столітті. Вони передають хворобу людям через укус своїх бліх, чого не відмітив Кипріян.

### Сибірка
Сибірка є хворобою, що передається до людей від тварин контактним механізмом передачі інфекції переважно під час обробки м'яса. Від хворої людини до здорової захворювання не передається, а отже тривалі епідемії, а тим більше пандемії не є можливими. При цій хворобі утворюються специфічні безболісні ураження шкіри, які зовні за забарвленням нагадують темний сорт вугілля, тому поширеною у медичній практиці є назва хвороби «антракс». Навряд чи ця хвороба могла настільки поширюватися по регіонах, не мала бути причиною моровиці, і її прояви настільки характерні, що Кипріян би їх відмітив.

### Епідемічний висипний тиф
Захворювання характеризується інтоксикацією, гарячкою, розеольозно-петехіальним висипом, ураженням судинної і нервової систем. Відомо, що у окремих хворих були пролежні та гангрени. Передача між людьми йде через платтяних вошей, тому має бути суцільна вошивість. Перший опис епідемії хвороби, яка нагадувала епідемічний висипний тиф, зроблений у X столітті під час воєн Реконкісти, епідемії відбувалися надалі під час військових дій, значних економічних зрушень, переважно взимку під час носіння великої кількості одежи. Для хвороби характерні пошкодження слуху. На тілі виникає характерний висип, що нагадує «зоряне небо», що містить петехії і розеоли.

### Натуральна віспа
Деякі науковці вважають, що ця моровиця і попередня їй чума Антоніна, були натуральною віспою. Клавдій Гален описав її досить чітко з позиції медицини того часу, тоді як Кипріян не був лікарем, тому не сильно приділив увагу проявам хвороби, хоча писав про пронос, блювання, слабкість, порушення ходи, втрату слуху та зору, гангренозні зміни нижніх кінцівок, що розвивалися у хворих. Проміжок у два покоління, що минули між моровицею Антоніна і Кипріяна, означає, що фактично все населення знову було б чутливим до натуральної віспи. Геморагічна форма захворювання може також певною мірою пояснити деякі особливості, описані Кипріяном. Проте не описані підтверджені епідемії натуральної віспи, які б складалися виключно з геморагічної форми. Також при натуральній віспі характерними є часті суцільні шкірні висипання, серед яких переважають пустули, проте цього не описав Кипріян. Більш того в церковній історії Євсевія Кесарійського початку IV століття, спалах, схожий на натуральну віспу, згадувався в 312—313 роках. І Євсевій назвав це «іншим захворюванням», ніж моровиця Кипріяна, чітко описавши гнійничкові висипання.

### Кір
Деякі симптоми кору нагадують такі, що відбувалися при цій пандемії. Іноді може бути блювання та діарея. Але при кору мають бути нежить, чхання, виразний кон'юнктивіт. Висип має циклічність поширення від голови по тулубу до нижніх ділянок ніг і рук. Чим більше тяжкість клінічного перебігу, тим інтенсивніше зливний характер висипань, коли окремі висипання можуть візуально не виявлятися. Після закінчення висипу часто відбувається лущення шкіри. Кипріян цього не відмітив. Гангрени, велика летальність не є характерними для кору.

### Грип
Грип у вигляді пандемій в Європі відмічений з XI століття. Переважаючими симптомами є ураження дихальних шляхів (кашель, нежить, фарингіт) на тлі високої гарячки та інтоксикації. Однак в описі Кипріяна немає згадок про ці прояви. Хоча при тяжкому перебігу грипу можливе блювання та невеликий пронос, однак респіраторні прояви є ведучими. При тяжкому перебігу грипу можливі деякі кровотечі, особливо  з носу. Зимова сезонність моровиці Кипріана вказує на можливість зараження при тісному міжособистісному контакті та прямій передачі. Географічно Римська імперія знаходилася на шляхах перелітних водоплавних птахів, які здатні переносити вірус грипу. Порушення кліматичних умов того періоду могли б перенаправити окремі мігруючі шляхи диких водоплавних птахів, що призвело б до захворювання людей у цих регіонах. Тому повністю відкинути підозру на грип не можна. Опис часів іспанського грипу: 
|  | Кров лилася з носів, вух, очних отворів; деякі жертви лежали в агонії; марення забирали інших... Запалилися слизові оболонки в носі, глотці та горлі. Кон'юнктива, ніжна мембрана, яка вирівнює повіки, запалювалася. Потерпілі страждали від головного болю, ломотою в тілі, гарячкою, часто повним виснаженням, кашлем ... Часто біль, приголомшливий біль ... Ціаноз ... часто була кров, яка витікала з отворів тіла. Від 5 до 15 відсотків усіх госпіталізованих чоловіків страждали від набряку — кровотечі з носа. |

### Геморагічна гарячка
Геморагічна гарячка — це основна клінічна форма зоонозних захворювань, які спричинюють різні родини РНК-вірусів. Флавівіруси породжують жовту гарячку та гарячку денге, що мають певну схожість із симптомами, описаними Кипріяном. Хоча ці геморагічні гарячки, як й типу Ебола, не зареєстровані в Європі в історичний час, але зважуючи на те, що їх інкубаційний період досягає 21-го дня та збудник хвороби в спермі перехворілих зберігається до 565 днів, поширення такої гарячки з Африки до Римської імперії цілком імовірне. З опису Кипріяна деякі прояви характерні й для гарячки по типу Ебола — спостерігалося почервоніння очей, діарея та блювання. Зміни кінцівок нагадують гангренозні, які відбуваються через тяжкі геморагічні ураження, притаманні цій хворобі. Швидкість поширення хвороби вказує на пряму передачу від людини до людини. Свідчення, що догляд за хворими та поводження з мертвими тілами загрожує небезпекою, підкреслює можливість поширення цієї хвороби між людьми. Багато спільного є в епідеміологічних особливостях моровиці Кипріяна і геморагічної гарячки по типу гарячки Ебола.

## Пошуки причин пандемії
У 2014 році італійські археологи розкопали поховання часу моровиці Кипріяна з похоронного комплексу Гарва в Луксорі (Фіви). Було виявлено, що тоді робилися спроби зупинити поширення пандемії, засипали трупи вапном, а також спалювали їх. Спроби вилучити ДНК із залишків для проведення полімеразної ланцюгової реакції (ПЛР) виявилися марними, оскільки клімат Єгипту та вплив вапна призвів до повного знищення ДНК. Без результатів ПЛР не може бути переконливих доказів щодо точної етіології хвороби, яка опустошила Рим і Римську імперію 1800 років тому. Йде пошук інших поховань того часу для можливості проведення ПЛР.